# 도쿄도도 제301호선

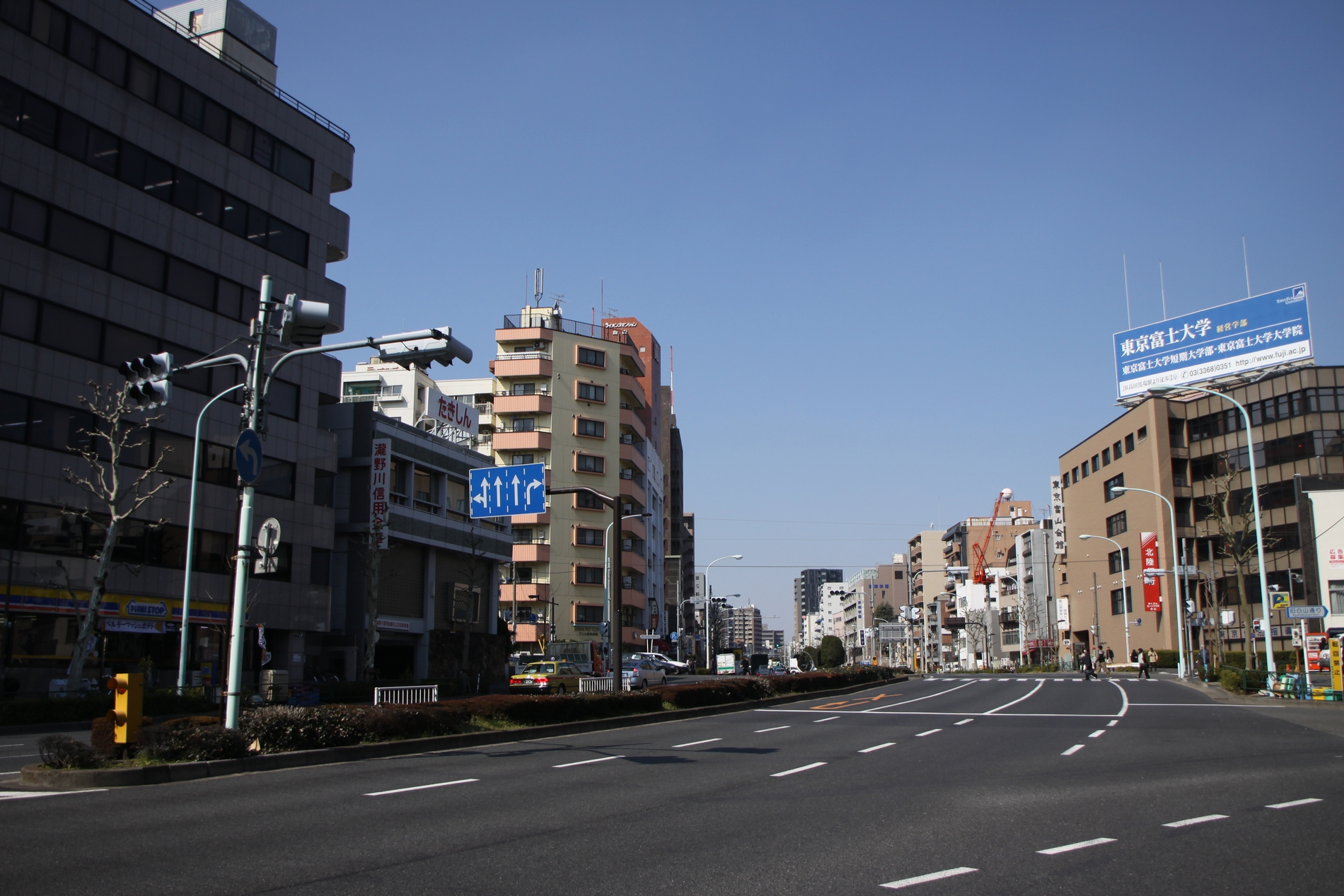

301번 도쿄도도(일본어: 東京都道301号白山祝田田町線→도쿄도도 301호 하쿠산이와이다-타마치선)는 도쿄도 분쿄구 하쿠산에서 미나토구 시바까지 이어지는 일본의 특례 지방도 노선이다. 본선 구간에 1번 국도와 중복되는 구간이 있다.